# Vyrsinis
Die Ori Vyrsinis oder Megalo Livadi (griechisch Όρη Βυρσίνης, Μεγάλο Λιβάδι, bulgarisch Мъгленик - Maglenik/Mŭglenik, Óros Tokatzik, Óros Virsínis, Tokadzik Gebirge, turkmenisch Dumanlŭdag, Tokajik Dag, Tokajík Óros, Tokatjik Dagh) sind eine Berggruppe in der Region Thrakien im Grenzbereich von Griechenland und Bulgarien.

## Geographie
Der Gebirgszug bildet einen Teil der natürliche Grenze zwischen dem Oblast Chaskowo in Bulgarien, sowie zwischen den Regionalbezirken Rodopi und Evros. Der höchste Gipfel Megalo Livadi/Oulou Giaila (Μεγάλο Λιβάδι/Ουλού Γιαϊλά) steigt bis auf 1267 m an. Es ist der zweithöchste Gipfel im Regionalbezirk Evros nach dem Saos von Samothraki. 
Der Gebirgszug ist eine natürliche Fortsetzung des östlichen Rhodopen-Gebirges nach Osten. Neben Megalo Livadi sind Pyrobolitis (Πυροβολητής, 906 m), Fantaros (Φαντάρος, 944 m), Polemistis (Πολεμιστής, 903 m) weitere hohe Gipfel. Das Massiv des Vyrsini-Gebirges wird im Westen durch den Papikio (Παπίκιο όρος / Αϊτόβουνο) mit dem Nymphaea-Pass (Πέρασμα της Νυμφαίας), im Süden durch den Sapka (Σάπκα) mit dem Mikros Kechros (Μικρός Κέχρος Ροδόπης) und im Norden durch Surta (Σούρτα, 800 m), innerhalb Bulgariens durch den Diavalorema (Διαβαλόρεμα, Nebenfluss des Erythropotamos, Ερυθροπόταμου) getrennt. Im Osten läuft das Gebirge aus in die Evros-Ebene (πεδιάδα του Έβρου). Auf dem Gipfel des Megalo Livadi befindet sich der Chloe Windpark (Αιολικό Πάρκο Χλόης - Aiolikos parkos Chlois) sowie ein alter Alevitenfriedhof, direkt an der griechisch-bulgarischen Grenze. Jedes Jahr wird auf dem Hügel von Chilia (Vyrsinis) (ύψωμα Χίλια) in der Nähe eines kleinen Gebirgssees das Jahrestreffen der Aleviten Griechenlands mit einer Reihe kultureller Veranstaltungen organisiert. In den letzten Jahren waren die kulturellen Veranstaltungen auf dem Chilia-Hügel in die Hände der Turkogenen der muslimischen Minderheit (Yunanistan müslüman azınlığı) übergegangen und werden vom türkischen Konsulat in Komotini organisiert, wobei der alevitische Charakter zunehmend in sunnitische Kultur wandelte. Seit 2017 haben die Aleviten wieder die Kontrolle über die Feier übernommen, wobei es auch zu Konflikten mit den sunnitischen Turkogenen kommt. In der Nähe des Hügels Chilia gibt es vereinzelt prähistorische Felsmalereien.
An den Nordhängen des Vyrsini-Gebirges entspringt der Diavolorema, ein Nebenfluss des Erythropotamos. Während an der Südseite der Lissos entspringt.
An den Südhängen des Vyrsini-Gebirges, auf griechischem Gebiet, liegen folgende Dörfer:
- Organi Rodopis (Οργάνη Ροδόπης,  496)
- Myrtiski Rodopis (Μυρτίσκη Ροδόπης, 385)
- Sidirochori Evrou (Σιδηροχώρι Έβρου, 346)
- Chloi Rodopis (Χλόη Ροδόπης, 330)
- Roussa Evrou (Ρούσσα Έβρου, 325)
- Esochi (Εσοχή Ροδόπης, 323)
- Goniko Evrou (Γονικό Έβρου, 309)
- Vyrsin Rodopis (Βυρσίνη Ροδόπης, 307)
- Kymi Rodopis (Κύμη Ροδόπης, 306)
- Drymi Rodopis (Δρύμη Ροδόπης, 302)
- Ragada Rodopis (Ραγάδα Ροδόπης, 270)
- Kechros Rodopis (Κέχρος Ροδόπης, 199)
- Kardamos Rodopi (Κάρδαμος Ροδόπης, 178)
- Drania Rodopis (Δρανιά Ροδόπης, 164)
- Mikro Derio Evrou (Μικρό Δέρειο Έβρου, 158)
- Geriko Evrou (Γέρικο Έβρου, 125)
- Kerasia Rodopis (Κερασιά Ροδόπης, 125)
- Paterma Rodopis (Πατερμά Ροδόπης, 109)
- Smigada Rodopis (Σμιγάδα Ροδόπης, 109)
- Ano Drosini Rodopis (Άνω Δροσινή Ροδόπης, 106)
- Chamilo Kechrou Rodopis (Χαμηλό Κέχρου Ροδόπης, 84)
- Kato Vyrsini Rodopis (Κάτω Βυρσίνη Ροδόπης, 77)
- Kato Drosini Rodopis (Κάτω Δροσινή Ροδόπης, 66)
- Tsoukka Rodopis (Τσούκκα Ροδόπης, 65)
- Kevalo Rodopis (Κόβαλο Ροδόπης, 58)
- Ano Kardamos Rodopi (Άνω Κάρδαμος Ροδόπης, 52)
- Kalyvia Rodopis (Καλύβια Ροδόπης, 51)
- Sarakini Rodopis (Σαρακηνή Ροδόπης, 40)
- Nymfaia Rodopis (Νυμφαία Ροδόπης, 35)
- Vourla Rodopis (Βούρλα Ροδόπης, 30)
- Ardia Rodopis (Αρδεία Ροδόπης, 27)
- Ano Kampi Rodopis (Άνω Καμπή Ροδόπης, 23)
- Megali Ada Rodopis (Μεγάλη Άδα Ροδόπης, 9)
- Mytikas Rodopis (Μύτικας Ροδόπης, 5)